# Реммерт, Карл
Карл Реммерт (нем. Karl Remmert; 20 января 1925 — 20 апреля 1956, Хоккенхайм) — немецкий мотогонщик, чемпион мира по шоссейно-кольцевым гонкам в классе мотоциклов с колясками 1955 года в качестве пассажира, чемпион Германии 1955 года.

## Спортивная карьера
Карл Реммерт, среди друзей известный как Петтер, пришёл в гонки с колясками в 1951 году, начав сотрудничать с Вилли Фаустом в качестве пассажира. В 1953 году Фауст и Реммерт купили у Вильгельма Нолля профессиональный гоночный мотоцикл с коляской и перешли на более высокий уровень выступлений. В 1954 году они получили от заводской команды BMW новый мощный RS54 и приглашение провести часть сезона Чемпионата мира. В обеих проведенных гонках Фауст и Реммерт финишировали на подиуме; в том же году они стали вице-чемпионами Германии.
1955 год стал для Фауста и Реммерта наиболее успешным. Несмотря на серьёзную аварию на Isle of Man TT в начале июня, дуэт выиграл Чемпионаты мира и Германии по по шоссейно-кольцевым гонкам на мотоциклах с колясками.
Однако успех был кратковременным. 20 апреля 1956 года, ещё до начала следующего сезона, команда попала в аварию на Хоккенхаймринге во время испытаний нового прототипа BMW, также одолженного у заводского пилота Вильгельма Нолля. Передние тормоза мотоцикла заблокировались на прямом участке трассы, на максимальном ускорении; и пилот, и пассажир были выброшены из машины. Фауста перебросило через проволочное заграждение трассы; он получил множественные травмы, но выжил. Реммерт врезался в ограждение и погиб на месте.
Интересно, что по поводу даты смерти Реммерта до сих пор идут споры. Одни источники утверждают, что несчастный случай произошел 18 апреля 1956 года, другие — 20 или 21 апреля того же года. По информации исследователей Motorsport Memorial, наиболее достоверной датой является 20 апреля 1956 года.

## Результаты выступлений в Чемпионате мира по шоссейно-кольцевым гонкам на мотоциклах с колясками
| Легенда к таблице |                                                 |
| --- | ----------------------------------------------- |
| В таблице перечислены результаты всех этапов чемпионата мира, в которых принимал участие гонщик либо пассажир. Строками таблицы являются сезоны, столбцами все гонки этапов чемпионата мира, напарник и мотоцикл. В клетках указаны сокращённое название этапа и результат, клетка дополнительно обозначена цветом. Расшифровка обозначений и цветов представлена в нижеследующей таблице. |                                                 |
| \| Пример \| Описание \| \| ------------ \| ----------------------------------------------- \| \| 1 \| Победитель \| \| 2 \| Второе место \| \| 3 \| Третье место \| \| \| Финишировал в очковой зоне \| \| \| Финишировал вне очковой зоны \| \| НКЛ \| Не классифицирован \| \| Сход \| Не финишировал \| \| НКВ \| Не прошёл квалификацию \| \| НПКВ \| Не прошёл предварительную квалификацию \| \| ДСК \| Дисквалифицирован \| \| ИСК \| Исключён из протокола соревнований \| \| НС \| Не стартовал в гонке \| \| Т \| Травмирован или болен \| \| ОТК \| Отказ от участия \| \| НТР \| Прибыл на соревнования, но на трассу не выезжал \| \| НПР \| Не прибыл к началу соревнований \| \| НД \| Недопущен до старта \| \| О \| Гонка отменена \| \| \| Не участвовал \| \| Поул-позиция \| \| \| Быстрый круг \| \| |                                                 |
| Пример | Описание                                        |
| 1 | Победитель                                      |
| 2 | Второе место                                    |
| 3 | Третье место                                    |
| | Финишировал в очковой зоне                      |
| | Финишировал вне очковой зоны                    |
| НКЛ | Не классифицирован                              |
| Сход | Не финишировал                                  |
| НКВ | Не прошёл квалификацию                          |
| НПКВ | Не прошёл предварительную квалификацию          |
| ДСК | Дисквалифицирован                               |
| ИСК | Исключён из протокола соревнований              |
| НС | Не стартовал в гонке                            |
| Т | Травмирован или болен                           |
| ОТК | Отказ от участия                                |
| НТР | Прибыл на соревнования, но на трассу не выезжал |
| НПР | Не прибыл к началу соревнований                 |
| НД | Недопущен до старта                             |
| О | Гонка отменена                                  |
| | Не участвовал                                   |
| Поул-позиция |                                                 |
| Быстрый круг |                                                 |

| Год  | Пилот       | Мотоцикл | 1     | 2        | 3     | 4     | 5     | 6     | Место | Очки |
| ---- | ----------- | -------- | ----- | -------- | ----- | ----- | ----- | ----- | ----- | ---- |
| 1954 | Вилли Фауст | BMW      | MAN   | ULS      | BEL   | GER   | SUI 3 | NAT 3 | 6     | 8    |
| 1955 | Вилли Фауст | BMW      | ESP 1 | MAN Сход | GER 1 | BEL 2 | NED 1 | NAT   | 1     | 30   |

## Результаты выступлений Карла Реммерта на Isle of Man TT
| Год  | Класс      | Мотоцикл | Пилот       | Позиция в классе |
| ---- | ---------- | -------- | ----------- | ---------------- |
| 1955 | Sidecar TT | BMW      | Вилли Фауст | Сход             |